# Squadra di Taipei cinese di Fed Cup
La squadra di Taipei Cinese di Fed Cup rappresenta Taiwan nella Fed Cup, ed è posta sotto l'egida della Chinese Taipei Tennis Association.
Essa partecipa alla competizione dal 1972, e ad oggi il suo miglior risultato consiste nel raggiungimento degli spareggi per il Gruppo Mondiale II nel 1999 e nel 2007. Nel vecchio formato raggiunse la fase finale a 16 squadre nel 1981.

## Risultati
| = Incontro del Gruppo Mondiale |

### 2010-2019
| Anno | Turno                         | Data        | Sede               | Avversario    | Punteggio | Esito     |
| ---- | ----------------------------- | ----------- | ------------------ | ------------- | --------- | --------- |
| 2010 | Gruppo I, Fase a gironi       | 3 febbraio  | Kuala Lumpur (MAS) | Kazakistan    | 2 – 1     | Vittoria  |
| 2010 | Gruppo I, Fase a gironi       | 4 febbraio  | Kuala Lumpur (MAS) | Uzbekistan    | 2 – 1     | Vittoria  |
| 2010 | Gruppo I, Fase a gironi       | 5 febbraio  | Kuala Lumpur (MAS) | Thailandia    | 2 – 1     | Vittoria  |
| 2010 | Gruppo I, Playoff             | 6 febbraio  | Kuala Lumpur (MAS) | Giappone      | 1 – 2     | Sconfitta |
| 2011 | Gruppo I, Fase a gironi       | 2 febbraio  | Nonthaburi (THA)   | Corea del Sud | 1 – 2     | Sconfitta |
| 2011 | Gruppo I, Fase a gironi       | 3 febbraio  | Nonthaburi (THA)   | Kazakistan    | 0 – 3     | Sconfitta |
| 2011 | Gruppo I, Fase a gironi       | 4 febbraio  | Nonthaburi (THA)   | Giappone      | 0 – 3     | Sconfitta |
| 2011 | Gruppo I, Play-out            | 5 febbraio  | Nonthaburi (THA)   | India         | 2 – 1     | Vittoria  |
| 2012 | Gruppo I, Fase a gironi       | 1º febbraio | Shenzhen (CHN)     | Uzbekistan    | 3 – 0     | Vittoria  |
| 2012 | Gruppo I, Fase a gironi       | 2 febbraio  | Shenzhen (CHN)     | Cina          | 0 – 3     | Sconfitta |
| 2012 | Gruppo I, Playoff 3º-4º posto | 3 febbraio  | Shenzhen (CHN)     | Thailandia    | 2 – 1     | Vittoria  |
| 2013 | Gruppo I, Fase a gironi       | 6 febbraio  | Astana (KAZ)       | Uzbekistan    | 1 – 2     | Sconfitta |
| 2013 | Gruppo I, Fase a gironi       | 7 febbraio  | Astana (KAZ)       | Corea del Sud | 3 – 0     | Vittoria  |
| 2013 | Gruppo I, Fase a gironi       | 8 febbraio  | Astana (KAZ)       | Cina          | 0 – 3     | Sconfitta |
| 2014 | Gruppo I, Fase a gironi       | 5 febbraio  | Astana (KAZ)       | Corea del Sud | 0 – 3     | Sconfitta |
| 2014 | Gruppo I, Fase a gironi       | 6 febbraio  | Astana (KAZ)       | Uzbekistan    | 0 – 3     | Sconfitta |
| 2014 | Gruppo I, Fase a gironi       | 7 febbraio  | Astana (KAZ)       | Cina          | 0 – 3     | Sconfitta |
| 2014 | Gruppo I, Play-out            | 8 febbraio  | Astana (KAZ)       | Indonesia     | 2 – 0     | Vittoria  |
| 2015 | Gruppo I, Fase a gironi       | 4 febbraio  | Canton (CHN)       | Thailandia    | 1 – 2     | Sconfitta |
| 2015 | Gruppo I, Fase a gironi       | 5 febbraio  | Canton (CHN)       | Kazakistan    | 1 – 2     | Sconfitta |
| 2015 | Gruppo I, Fase a gironi       | 6 febbraio  | Canton (CHN)       | Cina          | 1 – 2     | Sconfitta |
| 2015 | Gruppo I, Play-out            | 7 febbraio  | Canton (CHN)       | Hong Kong     | 2 – 1     | Vittoria  |